# Borda livre

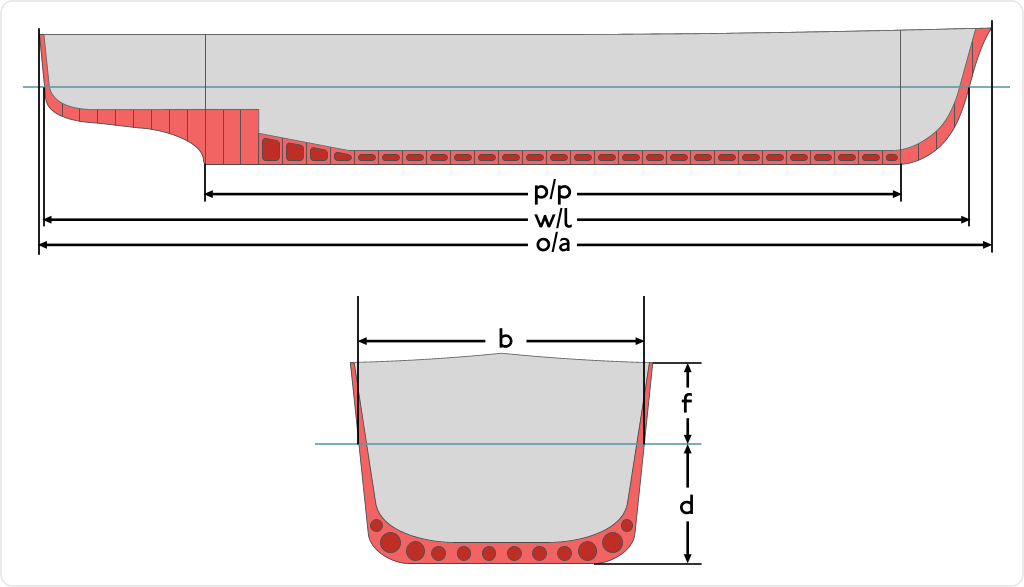
Dimensões do casco de um navio, com a borda livre indicado com o f.

A borda livre ou bordo livre é a distância vertical entre a superfície da água e o pavimento principal de um navio, a borda, medida em qualquer ponto do costado. Nas embarcações da marinha mercante, a borda livre é medida a partir da linha de água, independentemente dos arranjos em termos de conveses.
Os iates de competição, frequentemente, dispõem de uma reduzida borda livre, com o objetivo de se obter uma redução de peso e consequente aumento de velocidade. Por outro lado, uma borda livre elevada permitirá um maior espaço interior na embarcação.
Uma borda livre elevada também ajuda a enfrentar as vagas e a diminuir a entrada de água no convés principal. Uma embarcação de borda livre reduzida é susceptível de meter água em mar bravo.
Os cargueiros e os navios de guerra utilizam projetos de elevadas bordas livres para aumento do volume interno e para os fazer cumprir os regulamentos de estabilidade em caso de danos da Organização Marítima Internacional, devido ao aumento de reserva de flutuabilidade.